# Zbąszynek
Zbąszynek (deutsch Neu Bentschen) ist eine Stadt im Powiat Świebodziński der Woiwodschaft Lebus in Polen.

## Geschichte

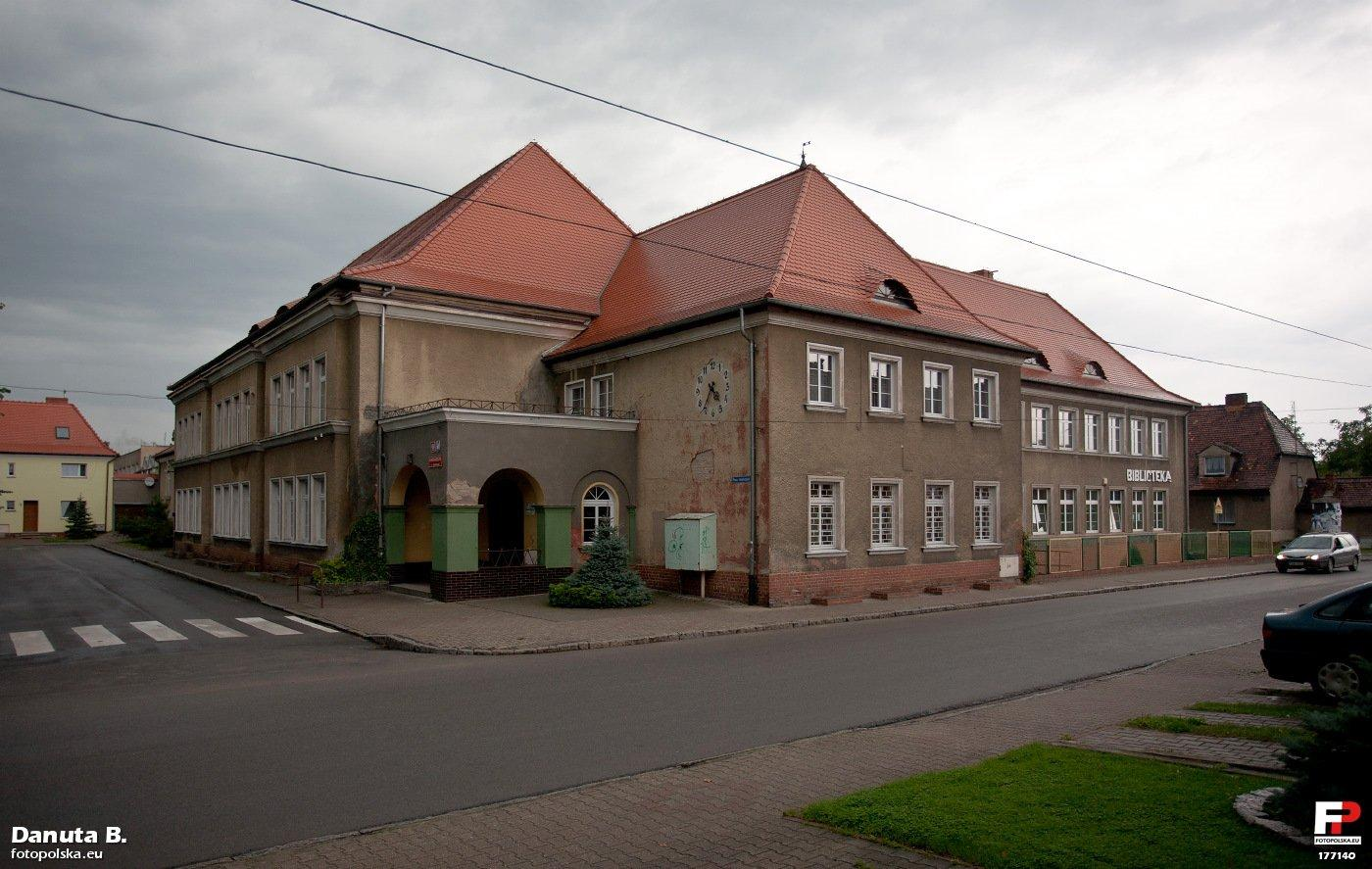
Das 1925 errichtete Schulgebäude

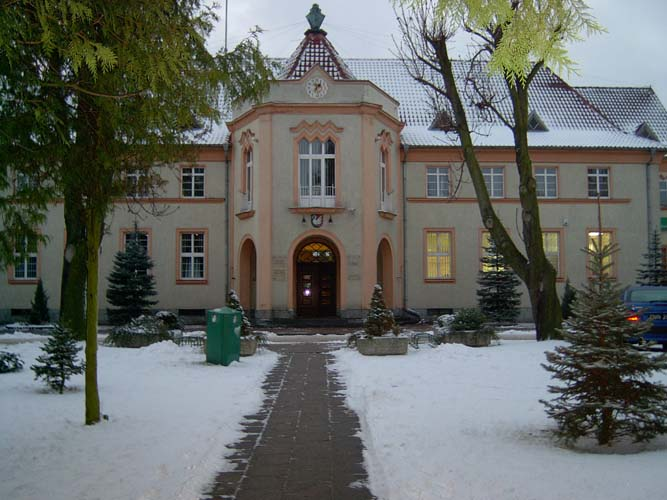
Die in den 1920er Jahren errichtete Gemeindeverwaltung

Durch den Friedensvertrag von Versailles wurde ab Januar 1920 eine neue deutsch-polnische Grenze gezogen, so dass vom Kreis Meseritz ein östlicher Streifen mit Bentschen als Zbąszyń Teil der polnischen neuen Woiwodschaft Posen wurde. An der Bahnstrecke Frankfurt (Oder)–Poznań wurde auf deutscher Seite, nunmehr zur neuen Grenzmark Posen-Westpreußen gehörig, als Grenzbahnhof und neuer Knotenpunkt für die drei von Westen nach Zbąszyń führenden Strecken der neue Bahnhof Neu Bentschen erbaut. Der Güterbahnhof wurde 1925, der Personenbahnhof 1930 in Betrieb genommen. Da kein größerer Ort in der Nähe lag, in dem für das Bahnhofspersonal ausreichend Wohnraum hätte geschaffen werden können, legte die Deutsche Reichsbahn eine gesonderte Eisenbahnersiedlung an. Architekt war der auch für die Bahnhofsgebäude zuständige Hochbaudezernent der Reichsbahndirektion Osten, Wilhelm Beringer. Die Siedlung ist im Heimatstil der 1920er Jahre gehalten, besitzt aber auch Merkmale des Expressionismus. In Neu-Bentschen wurden auch ein Zollamt und ein Postamt eingerichtet, für deren Beschäftigte waren ebenfalls Wohnungen erforderlich. Die Siedlung umfasste schließlich 310 Wohnungen für Eisenbahner, 60 für den Zoll, 13 für Grenzpolizisten und zwölf für die Post. Die Reichsbahn errichtete außerdem sechs Geschäftshäuser, eine Gastwirtschaft, eine Schule, den Friedhof sowie eine evangelische und eine katholische Kirche. Sie musste zudem für die Gemeindeverwaltung Bauten errichten, darunter ein Feuerwehrhaus, eine Bücherei und die Gemeindeverwaltung selber. Die Dominanz der Bahn zeigte sich auch in den Straßennamen, diese wurden nach preußischen und deutschen Eisenbahnbeamten und Ministern wie etwa Karl von Thielen oder Rudolf Oeser benannt. 1933 hatte Neu Bentschen gut 1800 Einwohner. Posen-Westpreußen wurde aufgelöst und Neu Bentschen kam mit dem Kreis Meseritz am 1. Oktober 1938 an die Provinz Brandenburg.
Ende Oktober 1938 sollten in der Polenaktion Tausende polnische Juden nach Polen abgeschoben werden, bevor der polnische Staat diesen als länger im Ausland Lebenden die Staatsbürgerschaft entzogen hätte. Die polnischen Grenzbeamten in Zbąszyń verweigerten jedoch den etwa 15.000 eigenen Staatsbürgern jüdischen Glaubens die Einreise. Diese mussten daher mehrere Wochen vor dem deutschen Grenzübergang Neu Bentschen unter menschenunwürdigen Bedingungen kampieren. Für Herschel Grynszpan, dessen Eltern betroffen waren, war dies Anlass, in Paris den deutschen Botschaftsmitarbeiter Ernst vom Rath zu erschießen, was wiederum als Vorwand für die Novemberpogrome 1938 genutzt wurde.
Während des Zweiten Weltkrieges gab es hier zwei Zwangsarbeiterlager. Nach dem Zweiten Weltkrieg wurde Neu Bentschen dann durch die Westverschiebung der Grenze Teil von Polens so genannten Wiedergewonnenen Gebieten und erhielt den Namen Zbąszynek, eine Verkleinerungsform des Namens Zbąszyń. Die deutsche Bevölkerung wurde vertrieben. Ebenfalls noch 1945 erhielt der Ort das Stadtrecht. Durch eine Verwaltungsreform kam der Ort 1975 zur Woiwodschaft Zielona Góra, mit einer erneuten Reform Ende 1998 zur Woiwodschaft Lebus.

## Gemeinde (Gmina Zbąszynek)
Zur Stadt- und Landgemeinde Zbąszynek gehören folgende Ortschaften (deutsche Namen bis 1945) mit Schulzenamt (Sołectwo):
| - Chlastawa (Chlastawe bzw. Klastawe) - Dąbrówka Wielkopolska (Groß Dammer) - Kosieczyn (Kuschten) | - Kręcko (Kranz) - Rogoziniec (Rogsen) |

Weitere Ortschaften der Gemeinde ohne Schulzenamt sind:
| - Boleń (Bohlen) - Bronikowo (Bronikowo) - Depot - Kręcka Winnica (Winitze) | - Nowy Gościniec (Grünthal Vorwerk) - Samsonki (Limbach) - Stradzewo (Louisenhöhe) |

## Verkehr

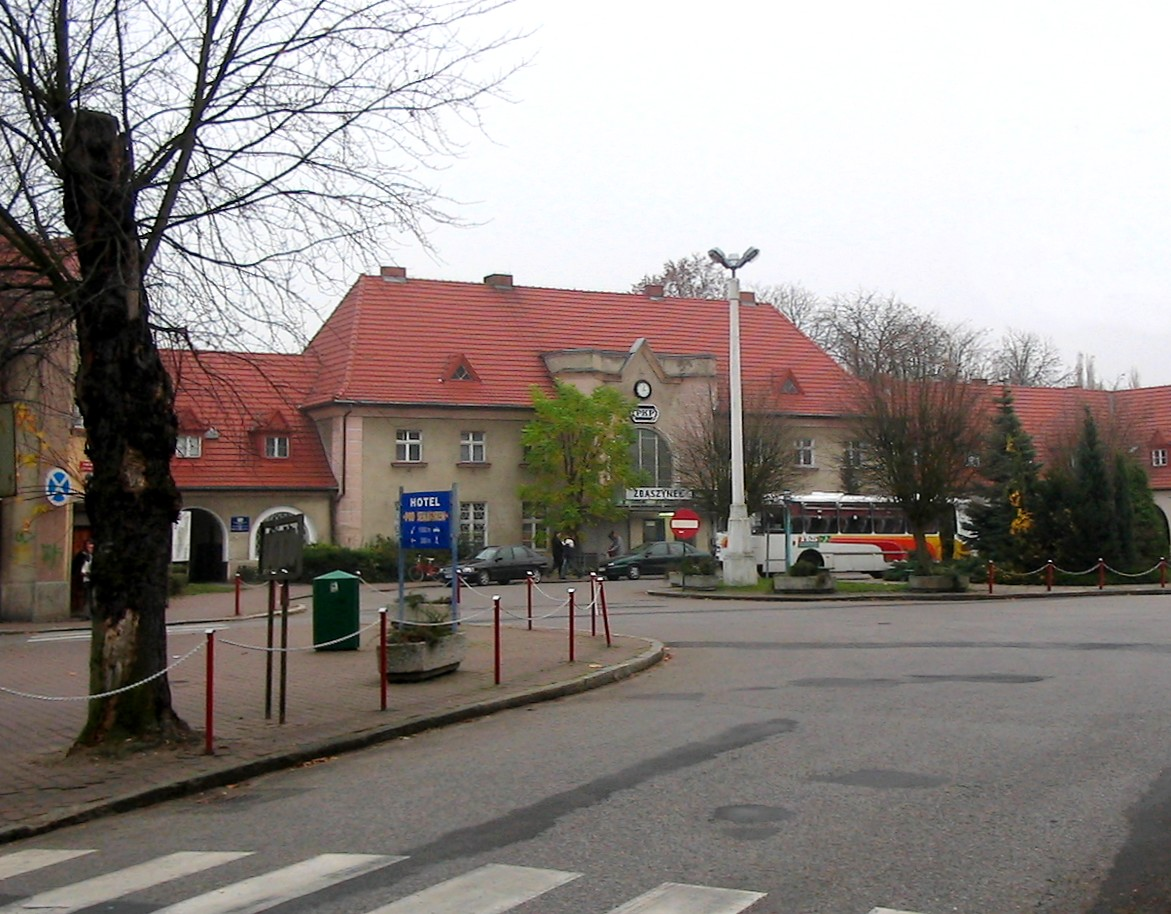
Der Bahnhofsvorplatz von Zbąszynek

Der Bahnhof Zbąszynek ist seit 1939 kein Grenzbahnhof mehr. Er ist aber ein wichtiger Knotenpunktbahnhof geblieben. Von der im Paneuropäischen Verkehrskorridor II liegenden Strecke von Berlin über Posen nach Warschau zweigen hier die für den Güterverkehr nach Deutschland bedeutsame Bahnstrecke Zbąszynek–Guben und die Bahnstrecke nach Gorzów Wielkopolski ab.
Weniger bedeutend sind die durch die Stadt führenden Straßen. Dazu gehört die Landesstraße 302. Die Europastraße 30 verläuft etwa elf Kilometer nördlich des Ortes.
Stadtwappen
Das Stadtwappen verweist darauf, dass Zbąszyń im 15. Jahrhundert Zentrum der polnischen Hussiten war.

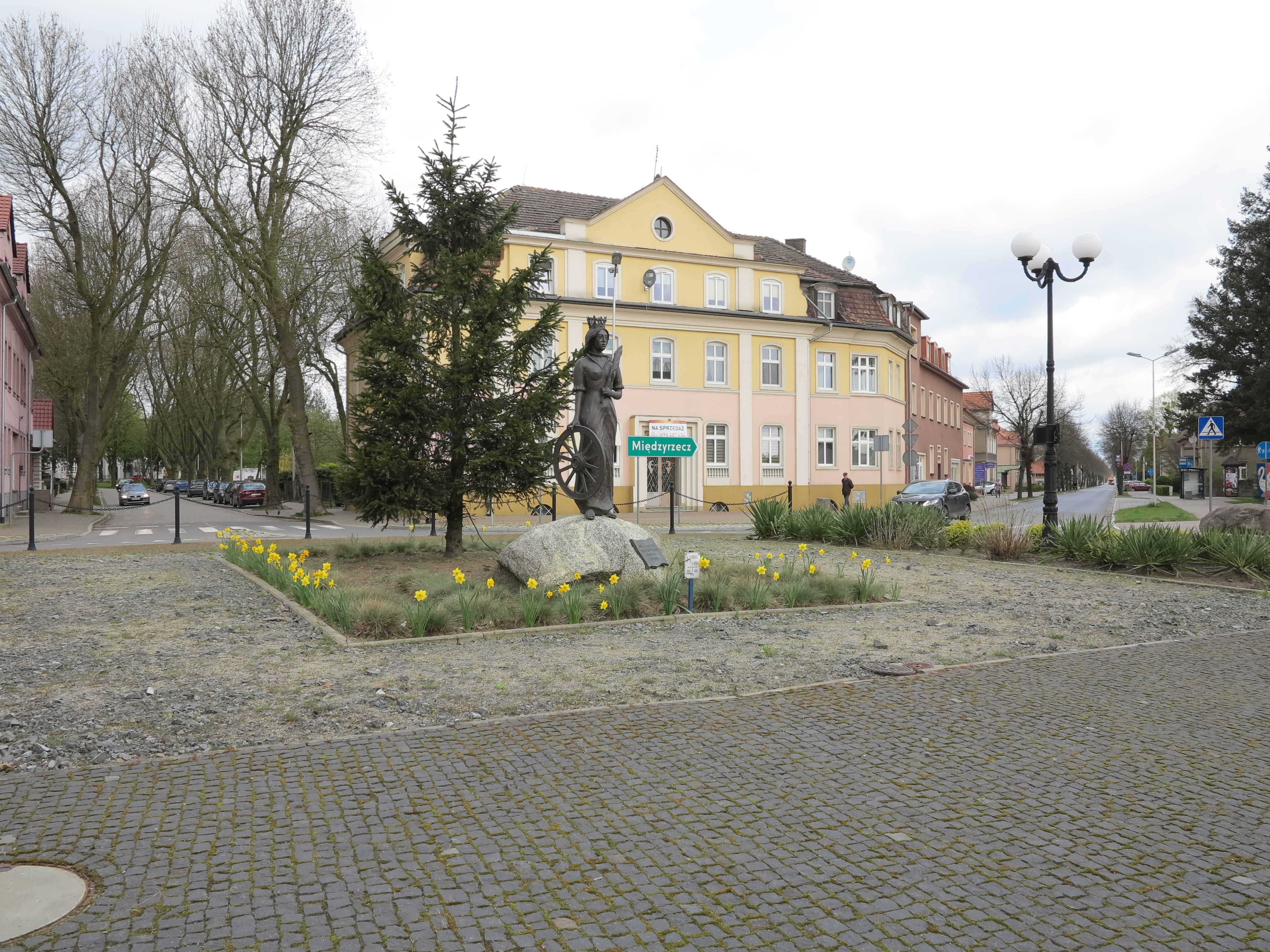
Zbąszynek Bahnhofsvorplatz. Die Heilige Katharina von Alexandrien ist Schutzheilige der Eisenbahner. Das Rad verweist auf ihr Martyrium.

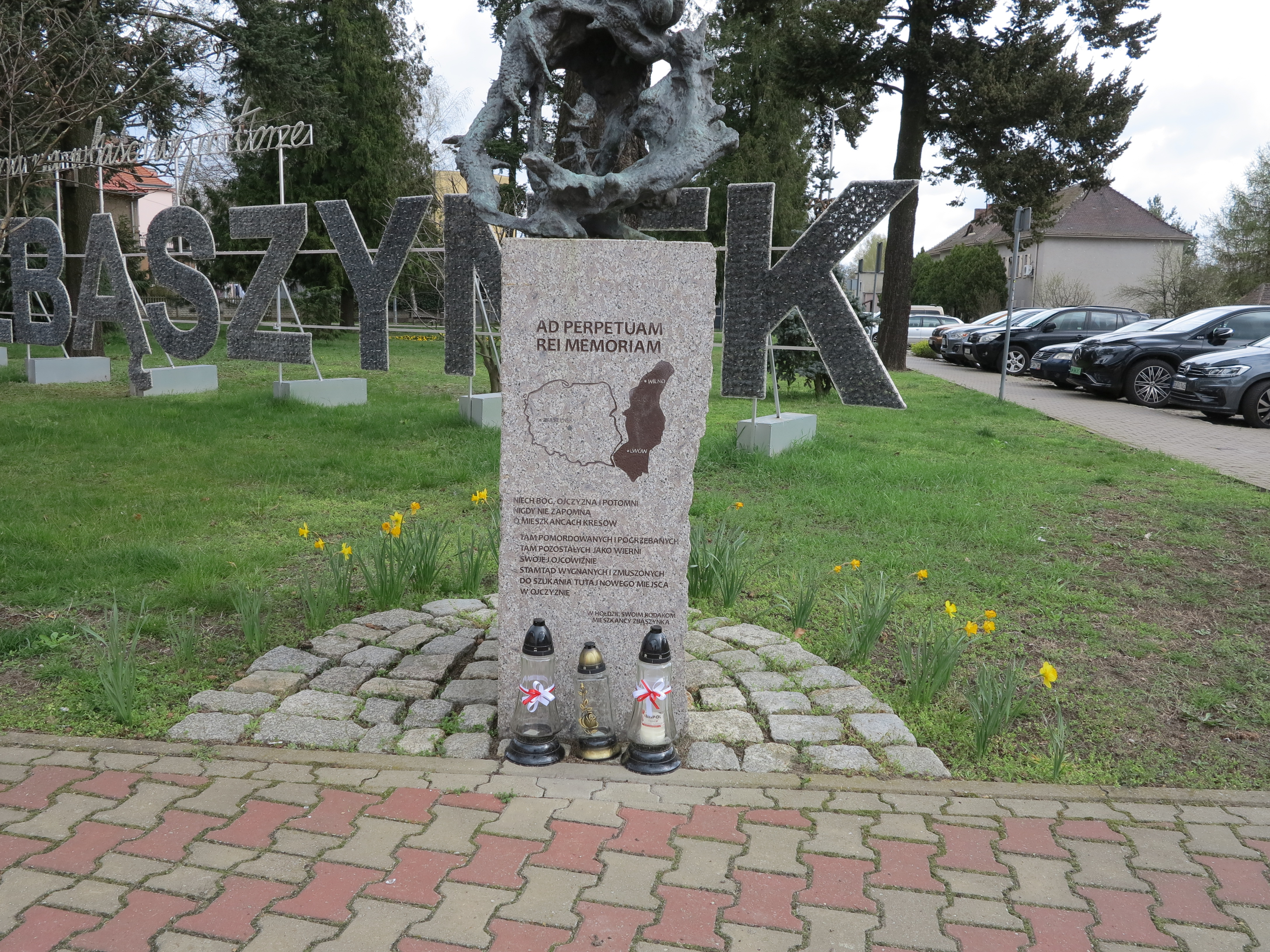
AD PERPETUAM REI MEMORIAM

## Persönlichkeiten
- Karl Jachmann (1869–nach 1924), deutscher Politiker (DVP)
- Marcin Rożek (1885–1944), polnischer Bildhauer, Maler und Hochschullehrer, NS-Opfer
- Krzysztof Białasik (* 1958), polnischer katholischer Bischof.